# Rhabdomastix trichiata
Rhabdomastix trichiata är en tvåvingeart. Rhabdomastix trichiata ingår i släktet Rhabdomastix och familjen småharkrankar.

## Underarter
Arten delas in i följande underarter:
- R. t. brunneipennis
- R. t. trichiata